# René Hemmer
René Hemmer (født 27. december 1919 i Rodange, Luxembourg, død 9. september 2019) var en luxembourgsk komponist, lærer, dirigent, trompetist og cellist.
Hemmer spillede som ung i militær orkester som trompetist og cellist, inden han studerede komposition på Musikkonservatoriet i Luxembourg. Hemmer grundlagde konservatoriets kammerorkester, som han selv dirigerede, og underviste senere som lærer på stedet i komposition.
Hemmer har skrevet fire symfonier, orkesterværker, kammermusik, instrumentalværker for mange soloinstrumenter, korværker, koncertmusik etc. Han hører til de vigtige komponister i Luxembourg sammen med komponisten Marcel Wengler.

## Udvalgte værker
- Symfoni nr. 1 "Lille Symfoni" (1960) - for orkester
- Symfoni nr. 2 (1962) - for orkester
- Symfoni nr. 3 (1971) - for orkester
- Kammersymfoni (1971) - for orkester
- Scener for 15 instrumenter (1963) - kammermusik
- Trompetkoncert (1971) - for trompet og orkester